# توربو اتوم
شركة مساهمة عامة لآلات الطاقة الأوكرانية "توربو اتوم" ، (والمعروفة باسم توربو اتوم) (بالأوكرانية: Турбоатом)‏ ، هي مؤسسة حكومية مسؤولة عن هندسة الطاقة في أوكرانيا . تتخصص الشركة في إنتاج وصيانة التوربينات البخارية وغيرها من التوربينات لمحطات الطاقة الحرارية ؛ ومحطات الطاقة النووية ومحطات التوليد المشترك ؛ والتوربينات الهيدروليكية لمحطات الطاقة الكهرومائية ومحطات الطاقة المخزنة بالضخ ؛ والتوربينات الغازية والتوربينات ذات الدورة المركبة لمحطات الطاقة الحرارية؛ ومعدات الطاقة الأخرى. 
تعد شركة توربو اتوم من بين أكبر عشر شركات لبناء التوربينات في العالم،  من بين شركات كبرى أخرى مثل جنرال إلكتريك ، وسيمنز ، وألستوم ، وجيه إس سي باور ماشينز ، وأندريتز هيدرو ، وفويث .

## أنظر أيضاً
- إنرجواتوم